# Golden Shores
Golden Shores è un census-designated place (CDP) della contea di Mohave, Arizona, Stati Uniti. La popolazione era di 2.047 abitanti al censimento del 2010.

## Geografia fisica
Secondo lo United States Census Bureau, ha un'area totale di 8,14 mi² (21,08 km²).

## Società

### Evoluzione demografica
Secondo il censimento del 2010, la popolazione era di 2.047 abitanti.

### Etnie e minoranze straniere
Secondo il censimento del 2010, la composizione etnica del CDP era formata dal 94,2% di bianchi, lo 0,3% di afroamericani, l'1,0% di nativi americani, lo 0,3% di asiatici, lo 0,1% di oceaniani, il 2,3% di altre razze, e l'1,7% di due o più etnie. Ispanici o latinos di qualunque razza erano il 7,7% della popolazione.